# لحظه‌ای جنون
لحظه‌ای جنون (فرانسوی: Un moment d'égarement‎) فیلمی کمدی-درام فرانسوی به کارگردانی ژان فرانسوا ریشه است که در سال ۲۰۱۵ منتشر شد.